# 水上協安宮
水上協安宮是位於臺灣嘉義縣水上鄉國姓村三界埔的廟宇，主祀「開山聖侯」，當地居民又稱「大伯爺公」，即中國春秋時期晉國人物介子推。

## 沿革
據廟誌的說法，開山聖侯神像是明代所刻，清康熙年間的先民從廣東將神像帶來臺灣。最初並未建廟供奉，而是在信徒家中輪祀，之後才建廟供奉。

## 祀神
除主祀的開山聖侯外，該廟還供奉有神農大帝、土地公等神祇。